# سیامک ایقانی
سیامک ایقانی (زادهٔ ۱۳۲۶ در شیراز)، موسیقی‌دان، نوازندهٔ ویلن و آهنگساز اهل ایران است.

## زندگی هنری
سیامک ایقانی در سال ۱۳۲۶ در شیراز متولد شد. او از کودکی به موسیقی گرایش داشت و در دورهٔ دبستان، با سازدهنی کوچکش برای همکلاسی‌هایش می‌نواخت. او با ساز داییِ خود که نوازندهٔ فلوت بود نیز می‌نواخت. پس از مدتی یک فلوت برای خود تهیه کرد و در مدتِ کوتاهی نواختنِ این ساز را فرا گرفت. پس از فلوت، به فراگیری سنتور پرداخت و در سن ۱۴ سالگی، با خریدِ یک ساز ویلن، نوازندگی این ساز را بدون معلم آغاز کرد. او با تمرین و پشتکار مداوم پس از مدتی با ارکسترهای مختلف همکاری خود را آغاز نمود و حدود ۷ سال با رادیو تلویزیون مرکز شیراز همکاری داشت. او تئوری موسیقی را نزد «نعمان» که از هنرمندان موسیقی شیراز بود فرا گرفت و کتاب‌های دورهٔ هنرستان و ردیف ابوالحسن صبا را به پایان برد. او در شیراز به تدریس سازهای فلوت، سنتور، ویلن و کمانچه مشغول شد و پس از پایان دورهٔ سربازی در تهران ساکن شد. سیامک ایقانی در تهران از آموزش هنرمندانی نظیر: احمد عبادی، جلیل شهناز، علی تجویدی، پرویز یاحقی، حبیب‌الله بدیعی، محمدرضا شجریان و … بهره‌مند شد. او در سال‌های ۱۳۵۴ تا ۱۳۵۸ با رادیو همکاری کرد و همچنین در ارکستر سازهای ملی، در وزارت فرهنگ و هنر به عنوان نوازنده، فعالیت نمود و پس از انقلاب ۱۳۵۷ نیز مدتی با صدا و سیما همکاری داشت. سیامک ایقانی غیر از نوازندگی، به عنوان آهنگساز و مدرس موسیقی نیز به فعالیت پرداخته‌است. برادر او «سهیل ایقانی» نیز نوازنده و خواننده بود.

## فعالیت‌های هنری
از جمله فعالیت‌های هنری سیامک ایقانی، به موارد زیر می‌توان اشاره نمود:
همکاری با ارکستر رادیو تلویزیون شیراز، همکاری با ارکستر رادیو تلویزیون ملی ایران، همکاری با ارکستر سازهای ملی ایران، همکاری با ارکستر تکنوازان، تدریس موسیقی

## آثار هنری
از جمله آثار هنری سیامک ایقانی، به موارد زیر می‌توان اشاره نمود:

### نوازندگی
- «برنامه تکنوازان جدید ۱۷۵» (همنوازی در دستگاه همایون) به همراهِ سنتور فضل‌الله توکل و تمبک داود یاسری[۵]
- «تکنوازان جدید شماره ۱۷۸» (در آواز دشتی) به همراهِ عود منصور نریمان، سنتور فضل‌الله توکل و تمبک داود یاسری[۶]
- «تکنوازان جدید شماره ۱۸۳» (در آواز ابوعطا) به همراهِ عود منصور نریمان، سنتور فضل‌الله توکل و تمبک داود یاسری[۷]
- «برنامه تکنوازان جدید ۲۱۲» (در دستگاه شور) به همراهِ عود منصور نریمان، سنتور فضل‌الله توکل و تمبک داود یاسری[۸]
- «برنامه تکنوازان جدید ۲۱۷» (رنگ بیداد و همایون) به همراهِ عود منصور نریمان، سنتور فضل‌الله توکل و تمبک داود یاسری[۹]
- آلبوم موسیقی «خاطرات جوانی» به آهنگسازی فضل‌الله توکل و خوانندگی علیرضا افتخاری[۱۰]
- آلبوم موسیقی «همدلی» به آهنگسازی شهرام میرجلالی[۱۱]
- آلبوم موسیقی «نسیما» به آهنگسازی فضل‌الله توکل و خوانندگی علیرضا افتخاری[۱۲]
- آلبوم موسیقی «صحبت جانان» به همراهِ عود مهران مهتدی، سنتور همایون همدانیان و تمبک بهزاد رضوی‌نیا[۱۳]
- آلبوم موسیقی «به یاد شهناز» به همراهِ عود مهران مهتدی، سنتور همایون همدانیان و تمبک علی ترشیزی[۱۴]
- آلبوم موسیقی «شوشتری» به همراه تمبک رامین اصلاح[۱۵]
- آلبوم موسیقی «طفیلِ عشق» به همراه تار رامین اصلاح[۱۵]
- آلبوم موسیقی «شوق دیدار» به همراه تار رامین اصلاح و تمبک امیر فهیمی[۱۵]
- آلبوم موسیقی «خلوتگه خیال» به همراه تار رامین اصلاح، تمبک امیر فهیمی و آواز پرویز ناظر[۱۵]

### آهنگسازی
- آلبوم موسیقی «غمزه» (به همراه تمبک علی ترشیزی)[۱۶]
- آلبوم موسیقی «حدیث عشق» (به پاس نیم قرن فعالیت هنری، مجموعه آثار منتشر نشده از سیامک ایقانی)[۱۷]
- «دل رسوا» با تنظیم مجتبی میرزاده و خوانندگی «بهی»[۱۸]
- «شام بی‌وفایی» با تنظیم شهرام توکلی و خوانندگی سهیلا گلستانی[۱۹]
- «رنگ جنون» با تنظیم شهرام توکلی و خوانندگی سهیلا گلستانی[۲۰]